# Mega Man 4
Mega Man 4 (Japans: ロックマン 4 新たなる野望!!, Romaji: Rokkuman Fō Arata Naru Yabō!!, Engels: Rockman 4: A New Ambition!!) is een computerspel ontwikkeld door Capcom voor de NES. Het is in Nederland voor het eerst uitgegeven op 14 december 1992.

## Verhaal
Het is 200X, en de wereld is voor de vierde keer in de problemen. Na drie pogingen van Dr. Wily om de wereld te veroveren, verschijnt er een nieuwe boosaardige wetenschapper uit Rusland, Dr. Mikhail Cossack genoemd. Mega Man moet wederom de wereld redden door de boosaardige Robot Meesters van Dr. Cossack te verslaan.
Wanneer Mega Man deze taak heeft volbracht en in een gevecht bijna de genadeklap aan Dr. Cossack wil uitdelen, brengt Mega Mans broer Proto Man de dochter van Dr. Cossack, Kalinka, terug. Deze legt uit dat Dr. Wily haar had ontvoerd om haar vader te dwingen tegen Mega Man te vechten.
Mega Man achtervolgt en verslaat daarna Dr. Wily, en herstelt zo voor de vierde keer de wereldvrede.

## Gameplay
Mega Man 4 introduceert de mogelijkheid om Mega Mans standaardwapen op te laden voor een sterker effect. Het spel werkt verder voornamelijk zoals voorgaande delen.

## Platforms
| Jaar | Platform                |
| ---- | ----------------------- |
| 1991 | NES                     |
| 1999 | PlayStation             |
| 2005 | DoJa                    |
| 2010 | Virtual Console (Wii)   |
| 2012 | Virtual Console (3DS)   |
| 2013 | Virtual Console (Wii U) |

## Ontvangst
| Beoordeeld door             | Jaar | Platform            | Score |
| --------------------------- | ---- | ------------------- | ----- |
| GamePro (US)                | 1991 | NES                 | 100%  |
| 1UP!                        | 2009 | NES                 | 92%   |
| Total!! UK Magazine         | 1993 | NES                 | 88%   |
| GameCola.net                | 2009 | NES                 | 85%   |
| Random Access               | 2005 | NES                 | 84%   |
| PGNx Media                  | 2003 | NES                 | 82%   |
| Nintendo Magazine System UK | 1993 | NES                 | 81%   |
| Total! (Duitsland)          | 1994 | NES                 | 75%   |
| Nintendo Life               | 2010 | Wii Virtual Console | 70%   |
| Game Freaks 365             | 2006 | NES                 | 70%   |